# 市川祐三
市川 祐三（いちかわ ゆうぞう、1950年7月3日 - ）は日本の官僚。
埼玉県幸手市出身。

## 来歴
1974年、通商産業省に入省した。
資源エネルギー庁長官官房総務課長。

## 略歴
- 1969年 - 埼玉県立春日部高等学校卒業
- 1974年 - 東京大学経済学部経済学科卒業
- 1974年 - 通商産業省入省（立地公害局工業再配置課）
- 1975年 - 通商産業省立地公害局工業用水課
- 1976年 - 科学技術庁長官官房総務課
- 1978年 - 資源エネルギー庁公益事業部計画課
- 1979年 - 通商産業省通商政策局総務課通商企画調査室（総括班長）
- 2001年 - 経済産業省中部経済産業局長
- 2002年 - 経済産業省大臣官房審議官（環境問題担当）
- 2004年 - 日本鉄鋼連盟専務理事 (PDF)
- 2015年 - 高圧ガス保安協会会長
- 2019年 - 新エネルギー財団理事長
- 2021年 - 瑞宝中綬章受章[2][3]